# Liste des subdivisions administratives du Jiangsu

Subdivisions de niveau préfecture du Jiangsu

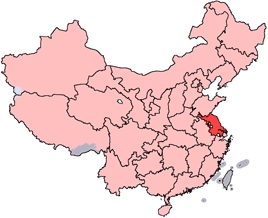
Localisation de Jiangsu en Chine

La structure administrative du Jiangsu, province de la république populaire de Chine, est constituée des trois niveaux suivants :
- 13 subdivisions de niveau préfecture
  - ce sont toutes des villes-préfectures
- 106 subdivisions de niveau district
  - 27 villes-districts
  - 25 xian
  - 54 districts
- 1518 subdivisions de niveau canton
  - 1117 bourgs
  - 124 cantons
  - 1 canton ethnique
  - 275 sous-districts

La table ci-dessous donne uniquement la liste des divisions de niveau préfecture et de niveau district.
| Niveau préfecture                             | Niveau district          | Niveau district     | Niveau district  |
| Niveau préfecture                             | Nom                      | Chinois (simplifié) | Pinyin           |
| --------------------------------------------- | ------------------------ | ------------------- | ---------------- |
| Ville de Nanjing 南京市 Nánjīng Shì           | District de Xuanwu       | 玄武区              | Xuánwǔ Qū        |
| Ville de Nanjing 南京市 Nánjīng Shì           | District de Baixia       | 白下区              | Báixià Qū        |
| Ville de Nanjing 南京市 Nánjīng Shì           | District de Qinhuai      | 秦淮区              | Qínhuái Qū       |
| Ville de Nanjing 南京市 Nánjīng Shì           | District de Jianye       | 建邺区              | Jiànyè Qū        |
| Ville de Nanjing 南京市 Nánjīng Shì           | District de Gulou        | 鼓楼区              | Gǔlóu Qū         |
| Ville de Nanjing 南京市 Nánjīng Shì           | District de Xiaguan      | 下关区              | Xiàguān Qū       |
| Ville de Nanjing 南京市 Nánjīng Shì           | District de Pukou        | 浦口区              | Pǔkǒu Qū         |
| Ville de Nanjing 南京市 Nánjīng Shì           | District de Luhe         | 六合区              | Lùhé Qū          |
| Ville de Nanjing 南京市 Nánjīng Shì           | District de Qixia        | 栖霞区              | Qīxiá Qū         |
| Ville de Nanjing 南京市 Nánjīng Shì           | District de Yuhuatai     | 雨花台区            | Yǔhuātái Qū      |
| Ville de Nanjing 南京市 Nánjīng Shì           | District de Jiangning    | 江宁区              | Jiāngníng Qū     |
| Ville de Nanjing 南京市 Nánjīng Shì           | Xian de Lishui           | 溧水县              | Lìshuǐ Xiàn      |
| Ville de Nanjing 南京市 Nánjīng Shì           | Xian de Gaochun          | 高淳县              | Gāochún Xiàn     |
| Ville de Xuzhou 徐州市 Xúzhōu Shì             | District de Yunlong      | 云龙区              | Yúnlóng Qū       |
| Ville de Xuzhou 徐州市 Xúzhōu Shì             | District de Gulou        | 鼓楼区              | Gǔlóu Qū         |
| Ville de Xuzhou 徐州市 Xúzhōu Shì             | District de Jiuli        | 九里区              | Jiǔlǐ Qū         |
| Ville de Xuzhou 徐州市 Xúzhōu Shì             | District de Jiawang      | 贾汪区              | Jiǎwāng Qū       |
| Ville de Xuzhou 徐州市 Xúzhōu Shì             | District de Quanshan     | 泉山区              | Quánshān Qū      |
| Ville de Xuzhou 徐州市 Xúzhōu Shì             | Ville de Pizhou          | 邳州市              | Pīzhōu Shì       |
| Ville de Xuzhou 徐州市 Xúzhōu Shì             | Ville de Xinyi           | 新沂市              | Xīnyí Shì        |
| Ville de Xuzhou 徐州市 Xúzhōu Shì             | Xian de Tongshan         | 铜山县              | Tóngshān Xiàn    |
| Ville de Xuzhou 徐州市 Xúzhōu Shì             | Xian de Suining          | 睢宁县              | Suīníng Xiàn     |
| Ville de Xuzhou 徐州市 Xúzhōu Shì             | Xian de Pei              | 沛县                | Pèi Xiàn         |
| Ville de Xuzhou 徐州市 Xúzhōu Shì             | Xian de Feng             | 丰县                | Fēng Xiàn        |
| Ville de Lianyungang 连云港市 Liányúngǎng Shì | District de Xinpu        | 新浦区              | Xīnpǔ Qū         |
| Ville de Lianyungang 连云港市 Liányúngǎng Shì | District de Lianyun      | 连云区              | Liányún Qū       |
| Ville de Lianyungang 连云港市 Liányúngǎng Shì | District de Haizhou      | 海州区              | Hǎizhōu Qū       |
| Ville de Lianyungang 连云港市 Liányúngǎng Shì | Xian de Ganyu            | 赣榆县              | Gànyú Xiàn       |
| Ville de Lianyungang 连云港市 Liányúngǎng Shì | Xian de Guanyun          | 灌云县              | Guànyún Xiàn     |
| Ville de Lianyungang 连云港市 Liányúngǎng Shì | Xian de Donghai          | 东海县              | Dōnghǎi Xiàn     |
| Ville de Lianyungang 连云港市 Liányúngǎng Shì | Xian de Guannan          | 灌南县              | Guànnán Xiàn     |
| Ville de Suqian 宿迁市 Sùqiān Shì             | District de Sucheng      | 宿城区              | Sùchéng Qū       |
| Ville de Suqian 宿迁市 Sùqiān Shì             | District de Suyu         | 宿豫区              | Sùyù Qū          |
| Ville de Suqian 宿迁市 Sùqiān Shì             | Xian de Shuyang          | 沭阳县              | Shùyáng Xiàn     |
| Ville de Suqian 宿迁市 Sùqiān Shì             | Xian de Siyang           | 泗阳县              | Sìyáng Xiàn      |
| Ville de Suqian 宿迁市 Sùqiān Shì             | Xian de Sihong           | 泗洪县              | Sìhóng Xiàn      |
| Ville de Huai'an 淮安市 Huái'ān Shì           | District de Qinghe       | 清河区              | Qīnghé Qū        |
| Ville de Huai'an 淮安市 Huái'ān Shì           | District de Qingpu       | 清浦区              | Qīngpǔ Qū        |
| Ville de Huai'an 淮安市 Huái'ān Shì           | District de Chuzhou      | 楚州区              | Chǔzhōu Qū       |
| Ville de Huai'an 淮安市 Huái'ān Shì           | District de Huaiyin      | 淮阴区              | Huáiyīn Qū       |
| Ville de Huai'an 淮安市 Huái'ān Shì           | Xian de Jinhu            | 金湖县              | Jīnhú Xiàn       |
| Ville de Huai'an 淮安市 Huái'ān Shì           | Xian de Xuyi             | 盱眙县              | Xūyí Xiàn        |
| Ville de Huai'an 淮安市 Huái'ān Shì           | Xian de Hongze           | 洪泽县              | Hóngzé Xiàn      |
| Ville de Huai'an 淮安市 Huái'ān Shì           | Xian de Lianshui         | 涟水县              | Liánshuǐ Xiàn    |
| Ville de Yancheng 盐城市 Yánchéng Shì         | District de Tinghu       | 亭湖区              | Tínghú Qū        |
| Ville de Yancheng 盐城市 Yánchéng Shì         | District de Yandu        | 盐都区              | Yándū Qū         |
| Ville de Yancheng 盐城市 Yánchéng Shì         | Ville de Dongtai         | 东台市              | Dōngtái Shì      |
| Ville de Yancheng 盐城市 Yánchéng Shì         | Ville de Dafeng          | 大丰市              | Dàfēng Shì       |
| Ville de Yancheng 盐城市 Yánchéng Shì         | Xian de Sheyang          | 射阳县              | Shèyáng Xiàn     |
| Ville de Yancheng 盐城市 Yánchéng Shì         | Xian de Funing           | 阜宁县              | Fùníng Xiàn      |
| Ville de Yancheng 盐城市 Yánchéng Shì         | Xian de Binhai           | 滨海县              | Bīnhǎi Xiàn      |
| Ville de Yancheng 盐城市 Yánchéng Shì         | Xian de Xiangshui        | 响水县              | Xiǎngshuǐ Xiàn   |
| Ville de Yancheng 盐城市 Yánchéng Shì         | Xian de Jianhu           | 建湖县              | Jiànhú Xiàn      |
| Ville de Yangzhou 扬州市 Yángzhōu Shì         | District de Guangling    | 广陵区              | Guǎnglíng Qū     |
| Ville de Yangzhou 扬州市 Yángzhōu Shì         | District de Weiyang      | 维扬区              | Wéiyáng Qū       |
| Ville de Yangzhou 扬州市 Yángzhōu Shì         | District de Hanjiang     | 邗江区              | Hánjiāng Qū      |
| Ville de Yangzhou 扬州市 Yángzhōu Shì         | Ville de Yizheng         | 仪征市              | Yízhēng Shì      |
| Ville de Yangzhou 扬州市 Yángzhōu Shì         | Ville de Jiangdu         | 江都市              | Jiāngdū Shì      |
| Ville de Yangzhou 扬州市 Yángzhōu Shì         | Ville de Gaoyou          | 高邮市              | Gāoyóu Shì       |
| Ville de Yangzhou 扬州市 Yángzhōu Shì         | Xian de Baoying          | 宝应县              | Bǎoyìng Xiàn     |
| Ville de Taizhou 泰州市 Tàizhōu Shì           | District de Hailing      | 海陵区              | Hǎilíng Qū       |
| Ville de Taizhou 泰州市 Tàizhōu Shì           | District de Gaogang      | 高港区              | Gāogǎng Qū       |
| Ville de Taizhou 泰州市 Tàizhōu Shì           | Ville de Jingjiang       | 靖江市              | Jìngjiāng Shì    |
| Ville de Taizhou 泰州市 Tàizhōu Shì           | Ville de Taixing         | 泰兴市              | Tàixīng Shì      |
| Ville de Taizhou 泰州市 Tàizhōu Shì           | Ville de Jiangyan        | 姜堰市              | Jiāngyàn Shì     |
| Ville de Taizhou 泰州市 Tàizhōu Shì           | Ville de Xinghua         | 兴化市              | Xīnghuà Shì      |
| Ville de Nantong 南通市 Nántōng Shì           | District de Chongchuan   | 崇川区              | Chóngchuān Qū    |
| Ville de Nantong 南通市 Nántōng Shì           | District de Gangzha      | 港闸区              | Gǎngzhá Qū       |
| Ville de Nantong 南通市 Nántōng Shì           | Ville de Haimen          | 海门市              | Hǎimén Shì       |
| Ville de Nantong 南通市 Nántōng Shì           | Ville de Qidong          | 启东市              | Qǐdōng Shì       |
| Ville de Nantong 南通市 Nántōng Shì           | Ville de Tongzhou        | 通州市              | Tōngzhōu Shì     |
| Ville de Nantong 南通市 Nántōng Shì           | Ville de Rugao           | 如皋市              | Rúgāo Shì        |
| Ville de Nantong 南通市 Nántōng Shì           | Xian de Rudong           | 如东县              | Rúdōng Xiàn      |
| Ville de Nantong 南通市 Nántōng Shì           | Xian de Hai'an           | 海安县              | Hǎi'ān Xiàn      |
| Ville de Zhenjiang 镇江市 Zhènjiāng Shì       | District de Jingkou      | 京口区              | Jīngkǒu Qū       |
| Ville de Zhenjiang 镇江市 Zhènjiāng Shì       | District de Runzhou      | 润州区              | Rùnzhōu Qū       |
| Ville de Zhenjiang 镇江市 Zhènjiāng Shì       | District de Dantu        | 丹徒区              | Dāntú Qū         |
| Ville de Zhenjiang 镇江市 Zhènjiāng Shì       | Ville de Yangzhong       | 扬中市              | Yángzhōng Shì    |
| Ville de Zhenjiang 镇江市 Zhènjiāng Shì       | Ville de Danyang         | 丹阳市              | Dānyáng Shì      |
| Ville de Zhenjiang 镇江市 Zhènjiāng Shì       | Ville de Jurong          | 句容市              | Jùróng Shì       |
| Ville de Changzhou 常州市 Chángzhōu Shì       | District de Zhonglou     | 钟楼区              | Zhōnglóu Qū      |
| Ville de Changzhou 常州市 Chángzhōu Shì       | District de Tianning     | 天宁区              | Tiānníng Qū      |
| Ville de Changzhou 常州市 Chángzhōu Shì       | District de Qishuyan     | 戚墅堰区            | Qīshùyàn Qū      |
| Ville de Changzhou 常州市 Chángzhōu Shì       | District de Xinbei       | 新北区              | Xīnběi Qū        |
| Ville de Changzhou 常州市 Chángzhōu Shì       | District de Wujin        | 武进区              | Wǔjìn Qū         |
| Ville de Changzhou 常州市 Chángzhōu Shì       | Ville de Jintan          | 金坛市              | Jīntán Shì       |
| Ville de Changzhou 常州市 Chángzhōu Shì       | Ville de Liyang          | 溧阳市              | Lìyáng Shì       |
| Ville de Wuxi 无锡市 Wúxī Shì                 | District de Chong'an     | 崇安区              | Chóng'ān Qū      |
| Ville de Wuxi 无锡市 Wúxī Shì                 | District de Nanchang     | 南长区              | Náncháng Qū      |
| Ville de Wuxi 无锡市 Wúxī Shì                 | District de Beitang      | 北塘区              | Běitáng Qū       |
| Ville de Wuxi 无锡市 Wúxī Shì                 | District de Binhu        | 滨湖区              | Bīnhú Qū         |
| Ville de Wuxi 无锡市 Wúxī Shì                 | District de Huishan      | 惠山区              | Huìshān Qū       |
| Ville de Wuxi 无锡市 Wúxī Shì                 | District de Xishan       | 锡山区              | Xīshān Qū        |
| Ville de Wuxi 无锡市 Wúxī Shì                 | Nouveau district de Wuxi | 无锡新区            | Wúxī Xīnqū       |
| Ville de Wuxi 无锡市 Wúxī Shì                 | Ville de Jiangyin        | 江阴市              | Jiāngyīn Shì     |
| Ville de Wuxi 无锡市 Wúxī Shì                 | Ville de Yixing          | 宜兴市              | Yíxīng Shì       |
| Ville de Suzhou 苏州市 Sūzhōu Shì             | District de Jinchang     | 金阊区              | Jīnchāng Qū      |
| Ville de Suzhou 苏州市 Sūzhōu Shì             | District de Canglang     | 沧浪区              | Cānglàng Qū      |
| Ville de Suzhou 苏州市 Sūzhōu Shì             | District de Pingjiang    | 平江区              | Píngjiāng Qū     |
| Ville de Suzhou 苏州市 Sūzhōu Shì             | District de Huqiu        | 虎丘区              | Hǔqiū Qū         |
| Ville de Suzhou 苏州市 Sūzhōu Shì             | District de Wuzhong      | 吴中区              | Wúzhōng Qū       |
| Ville de Suzhou 苏州市 Sūzhōu Shì             | District de Xiangcheng   | 相城区              | Xiàngchéng Qū    |
| Ville de Suzhou 苏州市 Sūzhōu Shì             | Ville de Wujiang         | 吴江市              | Wújiāng Shì      |
| Ville de Suzhou 苏州市 Sūzhōu Shì             | Ville de Kunshan         | 昆山市              | Kūnshān Shì      |
| Ville de Suzhou 苏州市 Sūzhōu Shì             | Ville de Taicang         | 太仓市              | Tàicāng Shì      |
| Ville de Suzhou 苏州市 Sūzhōu Shì             | Ville de Changshu        | 常熟市              | Chángshú Shì     |
| Ville de Suzhou 苏州市 Sūzhōu Shì             | Ville de Zhangjiagang    | 张家港市            | Zhāngjiāgǎng Shì |